# Zuunbeek

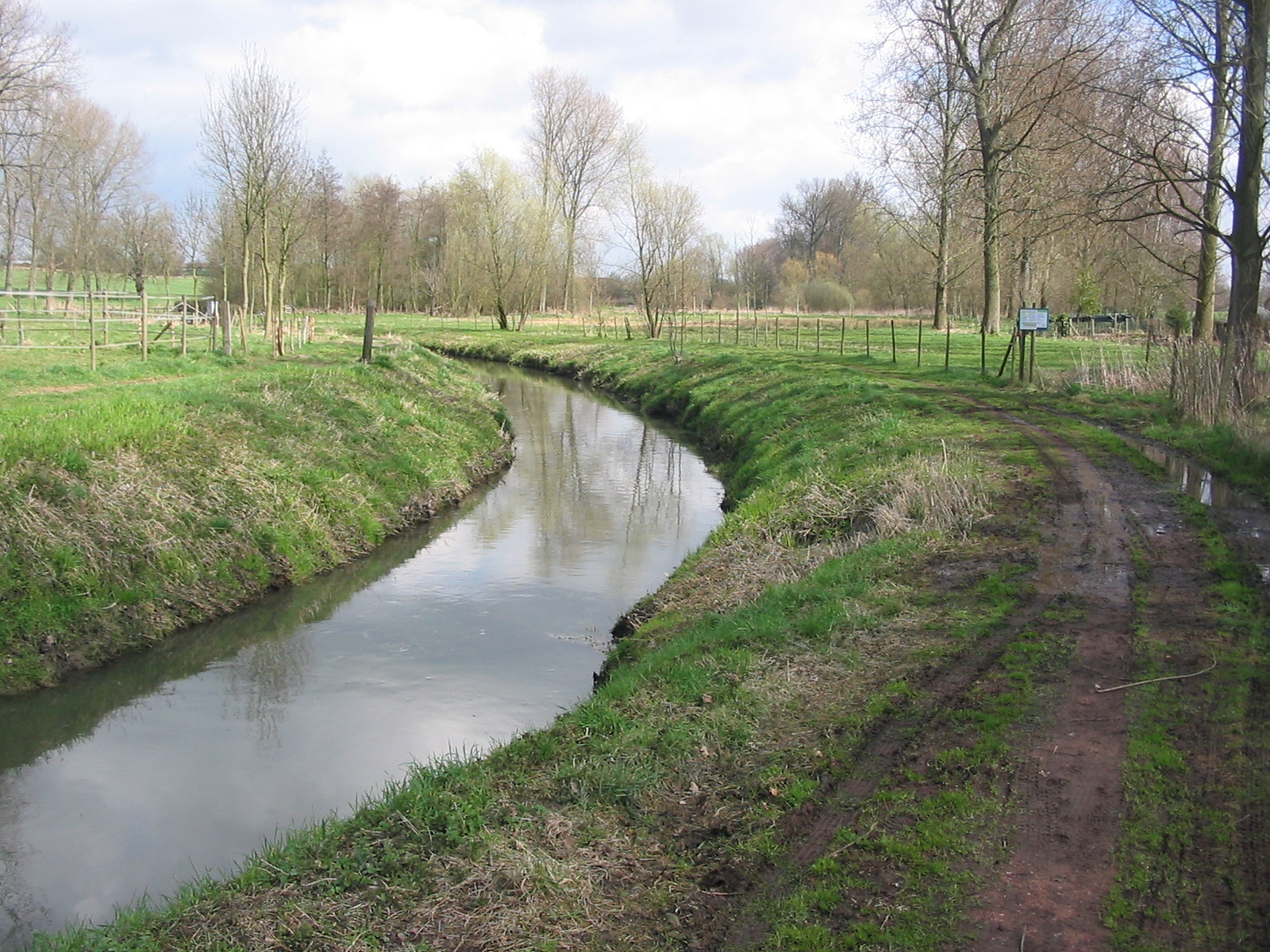
Zuunbeek zomer

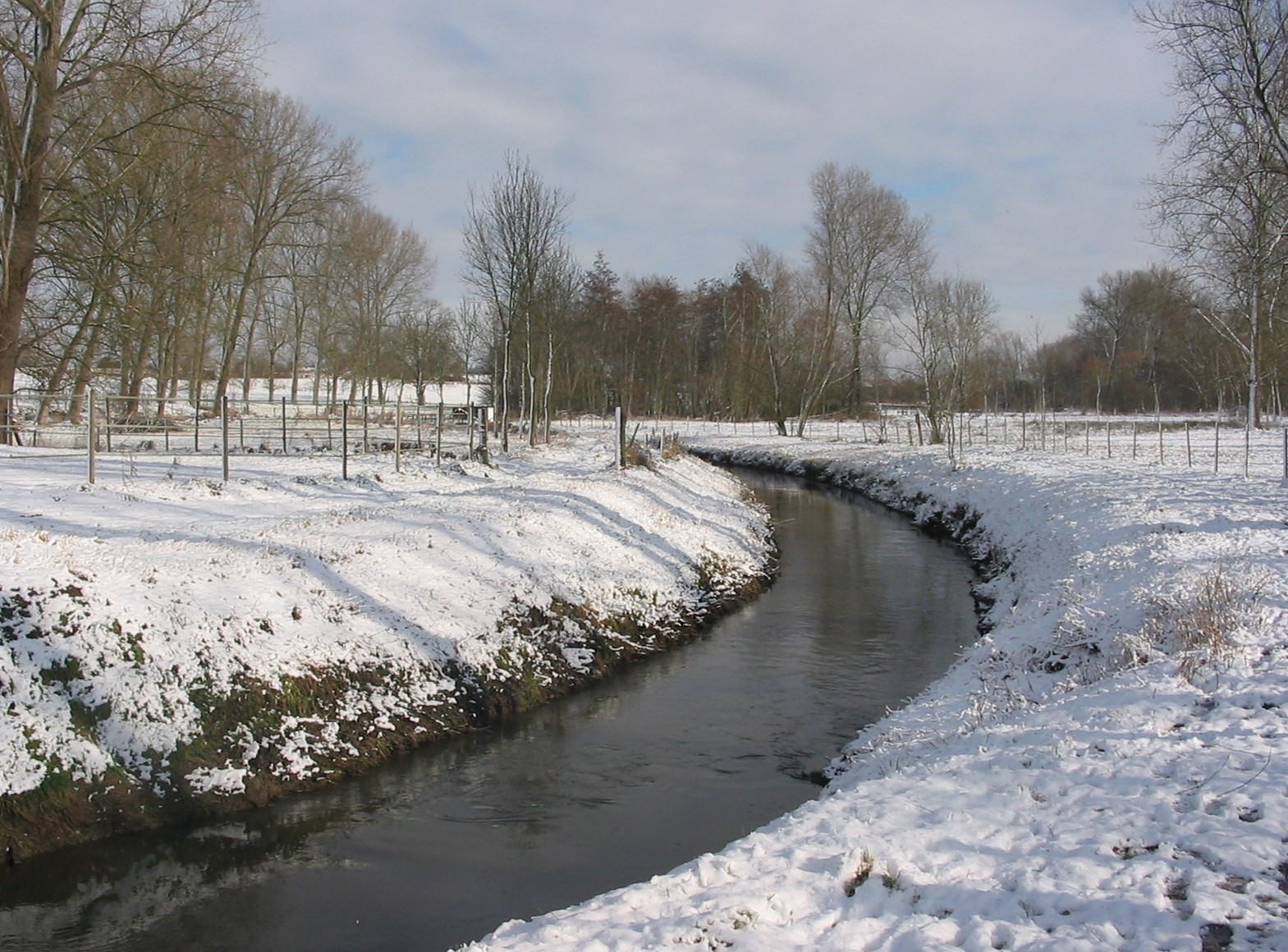
Zuunbeek winter

De Zuunbeek is een zijrivier van de Zenne en behoort tot het stroomgebied van de Schelde.
De Zuunbeek ontspringt op een hoogte van ongeveer 70 meter te Kester, waar ze de Bruggeplasbeek wordt genoemd. Vervolgens stroomt ze door de gemeente Pepingen, waar ze tot de samenvloeiing met de Karenbergbeek (of Bosbeek) de Beringenbeek wordt genoemd. Nadien stroomt ze door het gehucht Oudenaken, waar ze op de linkeroever haar voornaamste zijwaterloop, de Molenbeek, ontvangt. Daarna stroomt de Zuunbeek door Sint-Pieters-Leeuw naar Zuun, waar ze ter hoogte van de gemeentegrens met Drogenbos in de Zenne uitmondt op een hoogte van 25 m.
De totale lengte van de Zuunbeek bedraagt ongeveer 19 km.
In Sint Pieters Leeuw loopt de Zuunbeek langs het natuurgebied Zuunvallei. In het kerngebied "Oude Zuun" bevindt zich nog een oude meander van de Zuunbeek.